# کوین دویل (بازیگر)
کوین دویل (انگلیسی: Kevin Doyle؛ زادهٔ ۱۹۶۰ میلادی) بازیگر سینما، تلویزیون و تئاتر اهل بریتانیا است.
از فیلم‌ها یا برنامه‌های تلویزیونی که وی در آن نقش داشته است، می‌توان به دره سرخوشی، شروود، گورکن و دانتون ابی اشاره کرد.